# Andrzej Adamczyk
Andrzej Mieczysław Adamczykⓘ (ur. 4 stycznia 1959 w Krzeszowicach) – polski polityk i samorządowiec. Poseł na Sejm V, VI, VII, VIII, IX i X kadencji (od 2005), w latach 2015–2018 minister infrastruktury i budownictwa w rządzie Beaty Szydło oraz pierwszym rządzie Mateusza Morawieckiego, w latach 2018–2023 minister infrastruktury w drugim z tych gabinetów oraz w drugim rządzie Mateusza Morawieckiego.

## Życiorys
Syn Mieczysława i Władysławy. W 1979 ukończył Zespół Szkół Budowlanych w Krzeszowicach. W 2014 w olkuskiej filii Społecznej Akademii Nauk w Łodzi uzyskał licencjat na kierunku rachunkowość i finanse w zarządzaniu – analiza finansowa przedsiębiorstw. Tytuł zawodowy magistra otrzymał w tej samej jednostce w 2016. Pod adresem jego pracy magisterskiej padały zarzuty o plagiat, zarzucano też przyspieszony tryb samych studiów magisterskich. Kwestia wykształcenia ministra stała się przedmiotem interpelacji poselskiej i wniosku do sądu ze strony dziennikarki. We wrześniu 2018 Wojewódzki Sąd Administracyjny w Łodzi nakazał Społecznej Akademii Nauk ujawnienie szczegółów dotyczących pracy dyplomowej. Według stanu na maj 2021 wyrok nie został wykonany.
Andrzej Adamczyk od końca lat 70. pracował w Biurze Głównego Mechanika Chrzanowskich Zakładów Materiałów Ogniotrwałych, a od 1982 na stanowisku specjalisty działu do spraw inwestycji i remontów w Rejonowej Spółdzielni Zaopatrzenia i Zbytu w Krzeszowicach. Od 1984 był zatrudniony w zakładzie remontowo-budowlanym jako mistrz budowy, kierownik budowy oraz kierownik zakładu. Specjalizował się w zakresie kierowania budowami, a od lat 90. także w wycenach kosztów inwestycji budowlanych. Uzyskał uprawnienia w zakresie kontroli i nadzorowania budów i robót, a również w zakresie projektowania i badania stanu technicznego budynków. Został członkiem Małopolskiej Izby Inżynierów Budownictwa.
Pod koniec lat 80. współtworzył regionalne Komitety Obywatelskie związane z NSZZ „Solidarność” w zachodniej części województwa krakowskiego. Dwukrotnie (w 1998 i 2002) był wybierany do rady powiatu krakowskiego, przewodniczył w niej Komisji Infrastruktury i Gospodarki Komunalnej. Działał w Porozumieniu Centrum, z którego listy bezskutecznie kandydował do Sejmu w wyborach w 1993. Później przystąpił do Prawa i Sprawiedliwości i został przewodniczącym struktur tej partii w okręgu krakowskim.
W 2005 z listy PiS został wybrany do Sejmu V kadencji w okręgu krakowskim, otrzymując 1582 głosy. W wyborach parlamentarnych w 2007 po raz drugi uzyskał mandat poselski z wynikiem 3421 głosów. W 2011 z powodzeniem ubiegał się o reelekcję, dostał 14 297 głosów.
W 2015 został ponownie wybrany do Sejmu, otrzymując 18 514 głosów. 16 listopada tego samego roku powołany na ministra infrastruktury i budownictwa w rządzie Beaty Szydło. 11 grudnia 2017 objął to stanowisko w nowo utworzonym rządzie Mateusza Morawieckiego. 9 stycznia 2018 został odwołany z zajmowanej funkcji, po czym tego samego dnia mianowany ministrem infrastruktury.
W wyborach w 2019 z powodzeniem ubiegał się o poselską reelekcję, otrzymując 29 686 głosów. 15 listopada 2019 objął ponownie urząd ministra infrastruktury, wchodząc w skład drugiego rządu dotychczasowego premiera. W wyborach w 2023 utrzymał mandat poselski na kolejną kadencję (z wynikiem 45 171 głosów). 27 listopada tego samego roku zakończył pełnienie funkcji ministra. W Sejmie X kadencji objął funkcję wiceprzewodniczącego Komisji Infrastruktury.

## Odznaczenia
- Krzyż Oficerski Orderu Odrodzenia Polski – 2025[18][19]
- Brązowa Odznaka „Zasłużony dla Ochrony Przeciwpożarowej” – 2017[20]